# Wildwasserrennsport-Weltmeisterschaften 2002
Die 23. Kanu-Wildwasserrennsport-Weltmeisterschaften fanden 2002 im italienischen Valsesia auf der Sesia statt. Zum ersten Mal wurden auch Weltmeisterehren im Sprint vergeben.
Der Italiener Vladi Panato gewann im C1 seinen sechsten Einzeltitel im Classic in Folge sowie mit dem Sieg im Sprint Einzeltitel Nummer sieben. Frankreich errang, vor allem aufgrund des hervorragenden Abschneidens der französischen Sportler im Sprint, Platz eins in der Medaillenwertung. Das Abschneiden der deutschen Mannschaft war nach den erfolgreichen 1990er Jahren enttäuschend. Im Sprint konnten keine Erfolge erzielt werden. Hier hatte man verpasst, sich auf die neue Streckenlänge einzustellen.

## Nationenwertung Gesamt
| Platz  | Land        | Gold | Silber | Bronze | Gesamt |
| ------ | ----------- | ---- | ------ | ------ | ------ |
| 1      | Frankreich  | 4    | 3      | 4      | 11     |
| 2      | Tschechien  | 3    | –      | 3      | 6      |
| 3      | Italien     | 2    | 3      | –      | 5      |
| 4      | Slowakei    | 2    | 2      | –      | 4      |
| 5      | Kroatien    | 1    | 1      | 1      | 3      |
| 6      | Deutschland | –    | 2      | 2      | 4      |
| 7      | Österreich  | –    | 1      | 1      | 2      |
| 8      | Slowenien   | –    | –      | 1      | 1      |
| Gesamt | Gesamt      | 12   | 12     | 12     | 36     |

Im Einzelnen wurden folgende Ergebnisse erzielt.

## Classic

### Nationenwertung Classic
| Platz  | Land        | Gold | Silber | Bronze | Gesamt |
| ------ | ----------- | ---- | ------ | ------ | ------ |
| 1      | Frankreich  | 2    | 2      | 1      | 5      |
| 2      | Slowakei    | 2    | 1      | –      | 3      |
| 3      | Tschechien  | 2    | –      | 2      | 4      |
| 4      | Italien     | 1    | 2      | –      | 3      |
| 5      | Kroatien    | 1    | 1      | 1      | 3      |
| 6      | Deutschland | –    | 2      | 2      | 4      |
| 7      | Österreich  | –    | –      | 1      | 1      |
|        | Slowenien   | –    | –      | 1      | 1      |
| Gesamt | Gesamt      | 8    | 8      | 8      | 24     |

## Einzelwettbewerbe

### Einer-Kajak Männer
| Platz | Sportler                     | Land        | Zeit         |
| ----- | ---------------------------- | ----------- | ------------ |
| 1     | Boris Saunier                | Frankreich  | 8:24,39 Min. |
| 2     | Robert Pontarollo            | Italien     | 8:25,06 Min. |
| 3     | Kamil Mruzek                 | Tschechien  | 8:27,05 Min. |
| 4     | Florian Wohlers (Hamburg)    | Deutschland | 8:28,57 Min. |
| 5     | Thomas Koelmann (Düsseldorf) | Deutschland | 8:31,22 Min. |
| –     | –                            | –           | –            |
| 14    | Markus Gickler (Köln)        | Deutschland | 8:40,52 Min. |
| 15    | Stephan Stiefenhöfer (Köln)  | Deutschland | 8:41,75 Min. |

### Einer-Kajak Frauen
| Platz | Sportler                        | Land        | Zeit         |
| ----- | ------------------------------- | ----------- | ------------ |
| 1     | Michala Strnadova               | Tschechien  | 9:08,17 Min. |
| 2     | Nathalie Leclerc                | Frankreich  | 9:13,89 Min. |
| 3     | Uschi Profanter                 | Österreich  | 9:21,87 Min. |
| –     | –                               | –           | –            |
| 5     | Claudia Andree (Düsseldorf)     | Deutschland | 9:30,24 Min. |
| 7     | Gudrun Willscheid (Siegburg)    | Deutschland | 9:32,11 Min. |
| 10    | Sabine Füßer (Siegburg)         | Deutschland | 9:35,60 Min. |
| 11    | Alexandra Heidrich (Düsseldorf) | Deutschland | 9:41,63 Min. |

### Einer-Canadier Männer
| Platz | Sportler                   | Land        | Zeit          |
| ----- | -------------------------- | ----------- | ------------- |
| 1     | Vladi Panato               | Italien     | 9:19,92 Min.  |
| 2     | Tomislav Hohnjec           | Kroatien    | 9:22,89 Min.  |
| 3     | Stéphane Santamaria        | Frankreich  | 9:23,43 Min.  |
| –     | –                          | –           | –             |
| 14    | Ulrich Andree (Düsseldorf) | Deutschland | 9:55,28 Min.  |
| 18    | Julian Rohn (Celle)        | Deutschland | 10:28,07 Min. |
| 19    | Michael Kolbe (Mannheim)   | Deutschland | 10:28,92 Min. |

### Zweier-Canadier Männer
| Platz | Sportler                                        | Land        | Zeit          |
| ----- | ----------------------------------------------- | ----------- | ------------- |
| 1     | Vladimir Vala / Jaroslav Slúčik                 | Slowakei    | 9:18,52 Min.  |
| 2     | Jan Sutek / Stefan Grega                        | Slowakei    | 9:20,86 Min.  |
| 3     | Gregor Simon / Thomas Haas (Bonn)               | Deutschland | 9:23,69 Min.  |
| –     | –                                               | –           | –             |
| 5     | Lutz Fahlbusch / Ulrich Fahlbusch (Kassel)      | Deutschland | 9:30,59 Min.  |
| 7     | Christian Andree / Patrick Driesch (Düsseldorf) | Deutschland | 9:36,13 Min.  |
| 8     | René Brücker / Jörg Cosic (Bonn)                | Deutschland | 17:42,27 Min. |

### Nationenwertung Classic-Einzel
| Platz  | Land        | Gold | Silber | Bronze | Gesamt |
| ------ | ----------- | ---- | ------ | ------ | ------ |
| 1      | Frankreich  | 1    | 1      | 1      | 3      |
| 2      | Italien     | 1    | 1      | –      | 2      |
|        | Slowakei    | 1    | 1      | –      | 2      |
| 4      | Tschechien  | 1    | –      | 1      | 2      |
| 5      | Kroatien    | –    | 1      | –      | 1      |
| 6      | Deutschland | –    | –      | 1      | 1      |
|        | Österreich  | –    | –      | 1      | 1      |
| Gesamt | Gesamt      | 4    | 4      | 4      | 12     |

## Teamwettbewerbe

### Kajak-Einer Männer
| Platz | Land        | Sportler                                               | Zeit         |
| ----- | ----------- | ------------------------------------------------------ | ------------ |
| 1     | Tschechien  | Kamil Mruzek / Robert Knebel / Ales Marek              | 8:31,41 Min. |
| 2     | Italien     | Carlo Mercati / Roberto Pontarollo / Francesco Arenare | 8:34,84 Min. |
| 3     | Deutschland | Florian Wohlers / Thomas Koelmann / Markus Gickler     | 8:46,03 Min. |

### Kajak-Einer Frauen
Dieses Rennen wurde aufgrund nur vier teilnehmender Mannschaften nicht als Weltmeisterschaftslauf gewertet.
| Platz | Land        | Sportler                                          | Zeit         |
| ----- | ----------- | ------------------------------------------------- | ------------ |
| 1     | Frankreich  | Leclerc / Crochet / Thiebaut                      | 9:25,97 Min. |
| 2     | Deutschland | Claudia Andree / Gudrun Willscheid / Sabine Füßer | 9:36,52 Min. |
| 3     | Tschechien  | Strnadova / Kneblova / Vacíková                   | 9:54,31 Min. |

### Einer-Canadier Männer
| Platz | Land        | Sportler                                      | Zeit         |
| ----- | ----------- | --------------------------------------------- | ------------ |
| 1     | Kroatien    | Tomislav Hohnjec / Emil Milihram / Cokor      | 9:36,18 Min. |
| 2     | Frankreich  | Harald Marzolf / Stéphane Santamaria / Koskas | 9:36,88 Min. |
| 3     | Slowenien   | Horvat / Hocevar / Zakrajsek                  | 9:46,83 Min  |
| –     | –           | –                                             | –            |
| 6     | Deutschland | Ulrich Andree / Michael Kolbe / Julian Rohn   | 12:17,16 Min |

### Zweier-Canadier Männer
Dieses Rennen wurde aufgrund nur drei teilnehmender Mannschaften nicht als Weltmeisterschaftslauf gewertet.
| Platz | Land        | Sportler                                                                                      | Zeit         |
| ----- | ----------- | --------------------------------------------------------------------------------------------- | ------------ |
| 1     | Slowakei    | Vala/Slúčik / Sutek/Grega / Soska/Soska                                                       | 9:27,89 Min. |
| 2     | Deutschland | Christian Andrée/Patrick Driesch / Lutz Fahlbusch/Ulrich Fahlbusch / Gregor Simon/Thomas Haas | 9:31,04 Min. |
| 3     | Kroatien    | Pecek/Raus / Petric/Guscic / Martincevic/Gojic                                                | 9:47,14 Min. |

### Nationenwertung Classic-Mannschaft
| Platz  | Land        | Gold | Silber | Bronze | Gesamt |
| ------ | ----------- | ---- | ------ | ------ | ------ |
| 1      | Frankreich  | 1    | 1      | –      | 2      |
| 2      | Kroatien    | 1    | –      | 1      | 2      |
|        | Tschechien  | 1    | –      | 1      | 2      |
| 4      | Slowakei    | 1    | –      | –      | 1      |
| 5      | Deutschland | –    | 2      | 1      | 3      |
| 6      | Italien     | –    | 1      | –      | 1      |
| 7      | Slowenien   | –    | –      | 1      | 1      |
| Gesamt | Gesamt      | 4    | 4      | 4      | 12     |

## Sprint

### Nationenwertung Sprint
| Platz  | Land       | Gold | Silber | Bronze | Gesamt |
| ------ | ---------- | ---- | ------ | ------ | ------ |
| 1      | Frankreich | 2    | 1      | 3      | 6      |
| 2      | Italien    | 1    | 1      | –      | 2      |
| 3      | Tschechien | 1    | –      | 1      | 2      |
| 4      | Österreich | –    | 1      | –      | 1      |
|        | Slowakei   | –    | 1      | –      | 1      |
| Gesamt | Gesamt     | 4    | 4      | 4      | 12     |

## Einzelwettbewerbe

### Einer-Kajak Männer
| Platz | Sportler                     | Land        | Zeit         |
| ----- | ---------------------------- | ----------- | ------------ |
| 1     | Boris Saunier                | Frankreich  | 3:51,95 Min. |
| 2     | Roberto Pontarollo           | Italien     | 3:55,89 Min. |
| 3     | Rudy Gerard                  | Frankreich  | 3:56,96 Min. |
| –     | –                            | –           | –            |
| 11    | Florian Wohlers (Hamburg)    | Deutschland | 3:59,23 Min. |
| 15    | Sebastian Verhoef (Köln)     | Deutschland | 4:04,91 Min. |
| 18    | Thomas Koelmann (Düsseldorf) | Deutschland | 4:06,45 Min. |
| 20    | Stephan Stiefenhöfer (Köln)  | Deutschland | 4:06,75 Min. |

### Einer-Kajak Frauen
| Platz | Sportler                        | Land        | Zeit         |
| ----- | ------------------------------- | ----------- | ------------ |
| 1     | Michala Strnadova               | Tschechien  | 4:17,54 Min. |
| 2     | Uschi Profanter                 | Österreich  | 4:18,00 Min. |
| 3     | Nathalie Leclerc                | Frankreich  | 4:18,28 Min. |
| –     | –                               | –           | –            |
| 7     | Gudrun Willscheid (Siegburg)    | Deutschland | 4:25,52 Min. |
| 8     | Sabine Füßer (Siegburg)         | Deutschland | 4:25,90 Min. |
| 13    | Alexandra Heidrich (Düsseldorf) | Deutschland | 4:33,75 Min. |

### Einer-Canadier Männer
| Platz | Sportler                   | Land        | Zeit         |
| ----- | -------------------------- | ----------- | ------------ |
| 1     | Vladi Panato               | Italien     | 4:17,02 Min. |
| 2     | Harald Marzolf             | Frankreich  | 4:21,28 Min. |
| 3     | Lukas Novosad              | Tschechien  | 4:22,06 Min. |
| –     | –                          | –           | –            |
| 15    | Michael Kolbe (Mannheim)   | Deutschland | 4:41,54 Min. |
| 17    | Ulrich Andree (Düsseldorf) | Deutschland | 4:42,34 Min. |
| 20    | Julian Rohn (Braunschweig) | Deutschland | 4:48,89 Min. |

### Zweier-Canadier Männer
| Platz | Sportler                           | Land        | Zeit         |
| ----- | ---------------------------------- | ----------- | ------------ |
| 1     | Clermont / Supply                  | Frankreich  | 4:10,09 Min. |
| 2     | Vladimir Vala / Jaroslav Slúčik    | Slowakei    | 4:11,46 Min. |
| 3     | Gautier / Laurent                  | Frankreich  | 4:12,83 Min. |
| –     | –                                  | –           | –            |
| 7     | Gregor Simon / Thomas Haas         | Deutschland | 4:18,88 Min. |
| 12    | René Brücker / Jörg Cosic          | Deutschland | 4:25,42 Min. |
| 13    | Lutz Fahlbusch / Ulrich Fahlbusch  | Deutschland | 4:26,07 Min. |
| 18    | Christian Andree / Patrick Driesch | Deutschland | 4:32,14 Min. |

### Nationenwertung Sprint-Einzel
| Platz  | Land       | Gold | Silber | Bronze | Gesamt |
| ------ | ---------- | ---- | ------ | ------ | ------ |
| 1      | Frankreich | 2    | 1      | 3      | 6      |
| 2      | Italien    | 1    | 1      | –      | 2      |
| 3      | Tschechien | 1    | –      | 1      | 2      |
| 4      | Österreich | –    | 1      | –      | 1      |
|        | Slowakei   | –    | 1      | –      | 1      |
| Gesamt | Gesamt     | 4    | 4      | 4      | 12     |